# Mistrzostwa Polski w Pływaniu 2010
Mistrzostwa Polski w Pływaniu 2010 odbyły się w Gliwicach w dniach 3–6 czerwca 2010 roku.

## Medaliści

### Mężczyźni
| Konkurencja:        | Złoto:                               | Czas       | Srebro:                              | Czas     | Brąz:                                  | Czas     |
| Styl dowolny        |                                      |            |                                      |          |                                        |          |
| Mężczyźni 50 m      | Konrad Czerniak Wisła Puławy         | 21,98      | Łukasz Gąsior Delfin Legionowo       | 22,90    | Marcin Tarczyński Polonia Warszawa     | 23,10    |
| Mężczyźni 100 m     | Konrad Czerniak Wisła Puławy         | 48,98      | Łukasz Gąsior Delfin Legionowo       | 50,72    | Paweł Korzeniowski AZS AWF Warszawa    | 50,81    |
| Mężczyźni 200 m     | Konrad Czerniak Wisła Puławy         | 1.50,01    | Paweł Rurak AZS AWF Warszawa         | 1.50,38  | Przemysław Stańczyk MKP Szczecin       | 1.51,15  |
| Mężczyźni 400 m     | Maciej Hreniak MKP Szczecin          | 3.53,12    | Przemysław Stańczyk MKP Szczecin     | 3.53,61  | Mateusz Sawrymowicz MKP Szczecin       | 3.55,29  |
| Mężczyźni 800 m     | Przemysław Stańczyk MKP Szczecin     | 7.59,78    | Mateusz Sawrymowicz MKP Szczecin     | 8.02,45  | Krzysztof Pielowski Kormoran Olsztyn   | 8.02,68  |
| Mężczyźni 1500 m    | Przemysław Stańczyk MKP Szczecin     | 15.22,71   | Maciej Hreniak MKP Szczecin          | 15.31,08 | Karol Zaczyński AZS AWF Katowice       | 15.31,11 |
| Styl grzbietowy     |                                      |            |                                      |          |                                        |          |
| Mężczyźni 50 m      | Marcin Unold AZS AWF Katowice        | 26,18      | Adam Mączewski Warszawianka          | 26,25    | Jakub Jasiński Korner Zielona Góra     | 26,55    |
| Mężczyźni 100 m     | Radosław Kawęcki Korner Zielona Góra | 56,20      | Mateusz Wysoczyński Jordan Kraków    | 56,99    | Tomasz Rumianowski Korner Zielona Góra | 57,03    |
| Mężczyźni 200 m     | Radosław Kawęcki Korner Zielona Góra | 1.58,82    | Mateusz Wysoczyński Jordan Kraków    | 2.02,78  | Jakub Jasiński Korner Zielona Góra     | 2.03,58  |
| Styl klasyczny      |                                      |            |                                      |          |                                        |          |
| Mężczyźni 50 m      | Sławomir Wolniak AZS AWFiS Gdańsk    | 28,50      | Dawid Szulich Delfin Legionowo       | 28,60    | Przemysław Gorczyca AZS AWFiS Gdańsk   | 28,61    |
| Mężczyźni 100 m     | Sławomir Wolniak AZS AWFiS Gdańsk    | 1.02,45    | Dawid Szulich Delfin Legionowo       | 1.02,66  | Sławomir Kuczko AZS AWF Warszawa       | 1.02,93  |
| Mężczyźni 200 m     | Sławomir Wolniak AZS AWFiS Gdańsk    | 2.13,77    | Sławomir Kuczko AZS AWF Warszawa     | 2.13,92  | Dawid Szulich Delfin Legionowo         | 2.15,73  |
| Styl motylkowy      |                                      |            |                                      |          |                                        |          |
| Mężczyźni 50 m      | Konrad Czerniak Wisła Puławy         | 24,36      | Marcin Babuchowski Trójka Łódź       | 24,83    | Mateusz Zawada Jedynka Solex Lębork    | 24,88    |
| Mężczyźni 100 m     | Konrad Czerniak Wisła Puławy         | 52,03 (RP) | Paweł Korzeniowski AZS AWF Warszawa  | 53,11    | Marcin Cieślak Warszawianka            | 53,17    |
| Mężczyźni 200 m     | Paweł Korzeniowski AZS AWF Warszawa  | 1.55,73    | Marcin Cieślak Warszawianka          | 1.56,88  | Mateusz Kierzkowski AZS AWFiS Gdańsk   | 1.59,73  |
| Styl zmienny        |                                      |            |                                      |          |                                        |          |
| Mężczyźni 200 m     | Paweł Korzeniowski AZS AWF Warszawa  | 2.02,16    | Jakub Jasiński Korner Zielona Góra   | 2.02,18  | Mateusz Matczak MKP Szczecin           | 2.05,46  |
| Mężczyźni 400 m     | Mateusz Matczak MKP Szczecin         | 4.25,94    | Mateusz Kierzkowski AZS AWFiS Gdańsk | 4.26,945 | Karol Zaczyński AZS AWF Katowice       | 4.26,80  |
| Sztafety            |                                      |            |                                      |          |                                        |          |
| Styl dowolny        |                                      |            |                                      |          |                                        |          |
| Mężczyźni 4 × 100 m | AZS AWF Warszawa                     | 3.26,96    | Juvenia Wrocław                      | 3.28,37  | Korner Zielona Góra                    | 3.29,11  |
| Mężczyźni 4 × 200 m | AZS AWF Warszawa                     | 7.34,20    | Śląsk Wrocław                        | 7.39,49  | AZS AWF Gdańsk                         | 7.42,05  |
| Styl zmienny        |                                      |            |                                      |          |                                        |          |
| Mężczyźni 4 × 100 m | Korner Zielona Góra                  | 3.46,61    | Polonia Warszawa                     | 3.48,42  | AZS AWFiS Gdańsk                       | 3.48,94  |

### Kobiety
| Konkurencja:      | Złoto:                                   | Czas                     | Srebro:                                  | Czas     | Brąz:                                  | Czas     |
| Styl dowolny      |                                          |                          |                                          |          |                                        |          |
| Kobiety 50 m      | Katarzyna Wilk Jordan Kraków             | 25,53                    | Agata Korc AZS Wrocław                   | 25,82    | Aleksandra Urbańczyk Trójka Łódź       | 26,14    |
| Kobiety 100 m     | Katarzyna Wilk Jordan Kraków             | 55,44                    | Diana Sokołowska Juvenia Białystok       | 57,47    | Katarzyna Staszkiewicz AZS AWF Wrocław | 57,70    |
| Kobiety 200 m     | Katarzyna Wilk Jordan Kraków             | 2.00,72                  | Donata Kilijańska KSZO Ostrowiec Św.     | 2.03,64  | Natalia Pawlaczek Zryw Opole           | 2.04,14  |
| Kobiety 400 m     | Donata Kilijańska KSZO Ostrowiec         | 4.19,35                  | Natalia Charłos PZP                      | 4.19,90  | Paulina Żukowska Zryw Opole            | 4.20,45  |
| Kobiety 800 m     | Donata Kilijańska KSZO Ostrowiec         | 8.51,74                  | Anna Yevchak Zryw Opole                  | 8.55,66  | Natalia Charłos PZP                    | 8.57,28  |
| Kobiety 1500 m    | Donata Kilijańska KSZO Ostrowiec         | 16.48,12                 | Natalia Charłos PZP                      | 17.02,39 | Joanna Zagoszcz Słowianka Gorzów Wlkp. | 17.13,03 |
| Styl grzbietowy   |                                          |                          |                                          |          |                                        |          |
| Kobiety 50 m      | Aleksandra Urbańczyk Trójka Łódź         | 28,97 (w elim. 28,90 RP) | Klaudia Naziębło Juvenia Wrocław         | 29,59    | Karolina Urbańska AZS AWFiS Gdańsk     | 29,87    |
| Kobiety 100 m     | Klaudia Naziębło Juvenia Wrocław         | 1.02,44                  | Karolina Urbańska AZS AWFiS Gdańsk       | 1.02,51  | Alicja Tchórz Słowianka Gorzów Wlkp.   | 1.02,99  |
| Kobiety 200 m     | Alicja Tchórz Słowianka Gorzów Wlkp.     | 2.13,35                  | Karolina Urbańska AZS AWFiS Gdańsk       | 2.14,37  | Klaudia Naziębło Juvenia Wrocław       | 2.14,38  |
| Styl klasyczny    |                                          |                          |                                          |          |                                        |          |
| Kobiety 50 m      | Paulina Zachoszcz Słowianka Gorzów Wlkp. | 32,38                    | Ewa Ścieszko AZS-UŁPŁ Łódź               | 32,49    | Karolina Szczepaniak AZS AWF Warszawa  | 32,97    |
| Kobiety 100 m     | Kinga Cichowska Juvenia Wrocław          | 1.11,03                  | Paulina Zachoszcz Słowianka Gorzów Wlkp. | 1.11,47  | Weronika Paluszek Śląsk Wrocław        | 1.11,57  |
| Kobiety 200 m     | Paulina Zachoszcz Słowianka Gorzów Wlkp. | 2.30,17                  | Agnieszka Ostrowska AZS PWSZ Racibórz    | 2.30,48  | Weronika Paluszek Śląsk Wrocław        | 2.30,82  |
| Styl motylkowy    |                                          |                          |                                          |          |                                        |          |
| Kobiety 50 m      | Agata Korc AZS AWF Wrocław               | 27,30                    | Anna Dowgiert Śląsk Wrocław              | 27,52    | Aleksandra Urbańczyk Trójka Łódź       | 27,92    |
| Kobiety 100 m     | Mirela Olczak Słowianka Gorzów Wlkp.     | 1.00,96                  | Marcelina Radlińska Orka Zamość          | 1.01,29  | Anna Yevchuk Zryw Opole                | 1.01,70  |
| Kobiety 200 m     | Mirela Olczak Słowianka Gorzów Wlkp.     | 2.11,56                  | Paulina Sikora Unia Oświęcim             | 2.13,40  | Marcelina Radlińska Orka Zamość        | 2.15,37  |
| Styl zmienny      |                                          |                          |                                          |          |                                        |          |
| Kobiety 200 m     | Karolina Szczepaniak AZS AWF Warszawa    | 2.17,21                  | Marcelina Radlińska Orka Zamość          | 2.19,19  | Karolina Urbańska AZS AWFiS Gdańsk     | 2.19,82  |
| Kobiety 400 m     | Karolina Szczepaniak AZS AWF Warszawa    | 4.50,41                  | Anna Yevchak Zryw Opole                  | 4.51,23  | Paulina Żukowska Zryw Opole            | 4.51,48  |
| Sztafety          |                                          |                          |                                          |          |                                        |          |
| Styl dowolny      |                                          |                          |                                          |          |                                        |          |
| Kobiety 4 × 100 m | Unia Oświęcim                            | 3.54,31                  | Zryw Opole                               | 3.54,50  | Polonia Warszawa                       | 3.55,57  |
| Kobiety 4 × 200 m | Zryw Opole                               | 8.24,04                  | AZS AWF Warszawa                         | 8.29,54  | Unia Oświęcim                          | 8.33,61  |
| Styl zmienny      |                                          |                          |                                          |          |                                        |          |
| Kobiety 4 × 100 m | Słowianka Gorzów Wlkp.                   | 4.15,76 (RP)             | Śląsk Wrocław                            | 4.18,90  | Juvenia Wrocław                        | 4.19,12  |